# Jūdan 2023
Il Jūdan 2023 è la sessantunesima edizione del torneo goistico giapponese Jūdan.

## Torneo

### Scelta dello sfidante
A questo hanno accesso i 16 vincitori del torneo preliminare più quattro goisti invitati direttamente a questo torneo, per un totale di 20 partecipanti.
- W indica vittoria col bianco
- B indica vittoria col nero
- X indica la sconfitta
- +R indica che la partita si è conclusa per abbandono
- +N indica lo scarto dei punti a fine partita
- +F indica la vittoria per forfeit
- +T indica la vittoria per timeout
- +? indica una vittoria con scarto sconosciuto
- V indica una vittoria in cui non si conosce scarto e colore del giocatore

|  | Primo turno      | Primo turno |  |  | Secondo turno    | Secondo turno |                  |               | Terzo turno | Terzo turno |  |  | Semifinale | Semifinale |  |  | Finale | Finale |
|  |                  |             |  |  |                  |               |                  |               |             |             |  |  |            |            |  |  |        |        |
|  |                  |             |  |  |                  |               |                  |               |             |             |  |  |            |            |  |  |        |        |
|  |                  |             |  |  | Atsushi Sada     |               |                  |               |             |             |  |  |            |            |  |  |        |        |
|  | Ryuhei Onishi    | B+5,5       |  |  | Ryuhei Onishi    | W+R           |                  |               |             |             |  |  |            |            |  |  |        |        |
|  | Tetsuya Mitani   |             |  |  |                  |               |                  | Ryuhei Onishi |             |             |  |  |            |            |  |  |        |        |
|  |                  |             |  |  | Yuta Iyama       | B+R           |                  |               |             |             |  |  |            |            |  |  |        |        |
|  |                  |             |  |  | Yasuhiro Nakano  |               |                  |               |             |             |  |  |            |            |  |  |        |        |
|  |                  |             |  |  | Yuta Iyama       | W+R           |                  |               |             |             |  |  |            |            |  |  |        |        |
|  |                  |             |  |  |                  |               |                  | Yuta Iyama    | W+4,5       |             |  |  |            |            |  |  |        |        |
|  |                  |             |  |  | Ryo Ichiriki     |               |                  |               |             |             |  |  |            |            |  |  |        |        |
|  |                  |             |  |  | Toshimasa Adachi | B+1,5         |                  |               |             |             |  |  |            |            |  |  |        |        |
|  | Shinji Takao     | B+R         |  |  | Shinji Takao     |               |                  |               |             |             |  |  |            |            |  |  |        |        |
|  | Akiyoshi Hon     |             |  |  |                  |               | Toshimasa Adachi |               |             |             |  |  |            |            |  |  |        |        |
|  |                  |             |  |  | Ryo Ichiriki     | W+R           |                  |               |             |             |  |  |            |            |  |  |        |        |
|  |                  |             |  |  | Daisuke Murakawa |               |                  |               |             |             |  |  |            |            |  |  |        |        |
|  |                  |             |  |  | Ryo Ichiriki     | W+2,5         |                  |               |             |             |  |  |            |            |  |  |        |        |
|  |                  |             |  |  |                  |               |                  | Yuta Iyama    |             |             |  |  |            |            |  |  |        |        |
|  |                  |             |  |  | Toramaru Shibano | W+3,5         |                  |               |             |             |  |  |            |            |  |  |        |        |
|  |                  |             |  |  | Toramaru Shibano | W+R           |                  |               |             |             |  |  |            |            |  |  |        |        |
|  | Sebun Sotoyanagi |             |  |  | Hiroki Muramatsu |               |                  |               |             |             |  |  |            |            |  |  |        |        |
|  | Hiroki Muramatsu | B+R         |  |  |                  |               | Toramaru Shibano | B+R           |             |             |  |  |            |            |  |  |        |        |
|  |                  |             |  |  | Katsuya Motoki   |               |                  |               |             |             |  |  |            |            |  |  |        |        |
|  |                  |             |  |  | Katsuya Motoki   | W+R           |                  |               |             |             |  |  |            |            |  |  |        |        |
|  |                  |             |  |  | Taiki Seto       |               |                  |               |             |             |  |  |            |            |  |  |        |        |
|  |                  |             |  |  |                  |               | Toramaru Shibano | B+R           |             |             |  |  |            |            |  |  |        |        |
|  |                  |             |  |  | Yu Zhengqi       |               |                  |               |             |             |  |  |            |            |  |  |        |        |
|  |                  |             |  |  | Yu Zhengqi       | W+R           |                  |               |             |             |  |  |            |            |  |  |        |        |
|  | Atsushi Ida      |             |  |  | Yuki Sakai       |               |                  |               |             |             |  |  |            |            |  |  |        |        |
|  | Yuki Sakai       | B+R         |  |  |                  |               | Yu Zhengqi       | B+R           |             |             |  |  |            |            |  |  |        |        |
|  |                  |             |  |  | Rina Fujisawa    |               |                  |               |             |             |  |  |            |            |  |  |        |        |
|  |                  |             |  |  | Rina Fujisawa    | B+R           |                  |               |             |             |  |  |            |            |  |  |        |        |
|  |                  |             |  |  | Rin Kanketsu     |               |                  |               |             |             |  |  |            |            |  |  |        |        |
|  |                  |             |  |  |                  |               |                  |               |             |             |  |  |            |            |  |  |        |        |

### Finale
La finale è una sfida al meglio delle cinque partite, e si è disputata tra il campione in carica Kyo Kagen e lo sfidante Toramaru Shibano, scelto tramite il processo di qualificazione.
Con questa vittoria Shibano ha conquistato il Jūdan per la seconda volta, strappandolo a Kyo Kagen che gliel'aveva tolto nella cinquantanovesima edizione.